# アイフェリアン
| 累代        | 代     | 紀           | 基底年代 Mya |
| ----------- | ------ | ------------ | ------------ |
| 顕生代      | 新生代 | 第四紀       | 2.58         |
| 顕生代      | 新生代 | 新第三紀     | 23.03        |
| 顕生代      | 新生代 | 古第三紀     | 66           |
| 顕生代      | 中生代 | 白亜紀       | 145          |
| 顕生代      | 中生代 | ジュラ紀     | 201.3        |
| 顕生代      | 中生代 | 三畳紀       | 251.902      |
| 顕生代      | 古生代 | ペルム紀     | 298.9        |
| 顕生代      | 古生代 | 石炭紀       | 358.9        |
| 顕生代      | 古生代 | デボン紀     | 419.2        |
| 顕生代      | 古生代 | シルル紀     | 443.8        |
| 顕生代      | 古生代 | オルドビス紀 | 485.4        |
| 顕生代      | 古生代 | カンブリア紀 | 541          |
| 原生代      | 原生代 | 原生代       | 2500         |
| 太古代      | 太古代 | 太古代       | 4000         |
| 冥王代      | 冥王代 | 冥王代       | 4600         |
| 1. 2. 3. 4. |        |              |              |

アイフェリアン（英: Eifelian）は、国際層序委員会によって定められた地質学用語である、地質時代名の一つ。3億9330万年前（誤差120万年）から3億8770万年前（誤差80万年）にあたる、中期デボン紀を二分した前期である。前の期は前期デボン紀を三分した後期エムシアン、続く期は中期デボン紀後期ジベティアン。アイフェル期とも呼ばれる。
ドイツ西部の Wetteldorf Richtschnitt のアイフェル・ヒルにちなんで命名されており、そこに国際標準模式層断面及び地点(GSSP)が露出している。

## 生物
中期デボン紀の腕足動物相は旧世界区とアパラチア区で大きく異なり、腕足動物の Zdmir はそのタイプ種 Zdmir solus がアイフェリアン階から産出し、属する15種がドイツ・フランス・ベルギー・オーストリア・旧チェコスロバキア・旧ソビエト連邦の主にアイフェリアン階から1962年に報告されていた。その後は中華人民共和国の黒竜江省・貴州省・広西省・四川省、日本の岩手県からも報告が続いた。岩手県大船渡市日頃市町大森の大森沢支流クロンボラ沢に露出した石灰質頁岩層はこの Zdmir 属の腕足動物や三葉虫化石からアイフェリアン階に相当すると考えられている。日頃市に分布する中里層の研究から、Protoholoeciscus 属 や Helentfore 属といった放散虫が少なくとも中期から後期アイフェリアン期に出現したことが示されている。
福岡県北九州市小倉南区志井からも中里層の放散虫と共通する種の多い動物相が発見され、アイフェリアン階に対比されている。また、G. fragilis 帯と P.hindea 帯の年代をそれぞれエムシアン - アイフェリアン、アイフェリアンとした上で、福井県大野市（旧:和泉村）を流れる伊勢川上流から産出した放散虫動物群もエムシアン - アイフェリアンの動物群とされた。

## 古生物地理
岩手県の腕足動物相は内モンゴル自治区西部の中期デボン紀の腕足動物相と近縁であることが示され、当時は広大な大陸棚が広がっていたことが示唆されている。また、同研究で南部北上帯がゴンドワナ大陸を起源とするマイクロコンチネントである説、中国に由来する説の2つが否定された。